# Nguyễn Thị Bình
Nguyễn Thị Bình - Madame Bình (Châu Thành, 26 mei 1927) is een Vietnamese diplomaat en politicus. Van 10 september 1992 tot 8 augustus 2002 was zij vicepresident van Vietnam. 